# Only Fun – Comico Show
Only Fun – Comico Show è un programma televisivo italiano comico in onda sul Nove, ideato da Luciano Federico, Daniele Ceva, Francesca Gaudenzi, Alessio Parenti e Ugo Ripamonti.
Il programma va in onda dal 2022, come erede di Honolulu, a sua volta sostituto di Colorado, entrambi trasmessi su Italia 1.

## Edizioni
| Edizione | Conduzione | Conduzione          | Periodo          | Periodo          | Puntate | Location                  |
| Edizione | Conduzione | Conduzione          | Inizio           | Fine             | Puntate | Location                  |
| -------- | ---------- | ------------------- | ---------------- | ---------------- | ------- | ------------------------- |
| 1ª       | PanPers    | Elettra Lamborghini | 19 maggio 2022   | 16 giugno 2022   | 5       | Teatro Galleria (Legnano) |
| 2ª       | PanPers    | Elettra Lamborghini | 6 ottobre 2022   | 24 novembre 2022 | 8       | Teatro Galleria (Legnano) |
| 3ª       | PanPers    | Elettra Lamborghini | 10 aprile 2023   | 29 maggio 2023   | 8       | Teatro Galleria (Legnano) |
| 4ª       | PanPers    | Elettra Lamborghini | 15 febbraio 2024 | 18 aprile 2024   | 10      | Teatro Galleria (Legnano) |
| 5ª       | PanPers    | Belén Rodríguez     | 20 febbraio 2025 | 24 aprile 2025   | 10      | Teatro Galleria (Legnano) |

### Prima edizione (primavera 2022)
La prima edizione del programma, composta da cinque puntate, è stata trasmessa in prima serata su Nove dal 19 maggio al 16 giugno 2022 con la conduzione dei PanPers ed Elettra Lamborghini.

#### Cast
- Maurizio Battista (monologhista)
- Alessandro Bianchi (ministro Lesc Dubrov, Bobo)
- Giovanni Cacioppo (monologhista)
- Dario Cassini (monologhista)
- Francesco Cicchella (Achille Lauro, Cesare Cremonini)
- Raul Cremona (mago)
- Gianluca De Angelis e Marta Zoboli (speed date)
- Alberto Farina (monologhista)
- Barbara Foria (monologhista, Donna Imma)
- Giuseppe Giacobazzi (monologhista)
- Oblivion (parodia di canzoni)
- Antonio Ornano (monologhista)
- Valentina Persia (monologhista)
- Pino & gli anticorpi (monologhisti)

##### Ascolti
| Puntata | Messa in onda  | Telespettatori | Share |
| ------- | -------------- | -------------- | ----- |
| 1       | 19 maggio 2022 | 404 000        | 2,20% |
| 2       | 26 maggio 2022 | 427 000        | 2,30% |
| 3       | 2 giugno 2022  | 411 000        | 2,70% |
| 4       | 9 giugno 2022  | 610 000        | 3,70% |
| 5       | 16 giugno 2022 | 478 000        | 3,10% |
| Media   | Media          | 466 000        | 2,80% |

### Seconda edizione (autunno 2022)
La seconda edizione del programma, composta da otto puntate, è stata trasmessa in prima serata su Nove dal 6 ottobre al 25 novembre 2022 con la conduzione dei PanPers ed Elettra Lamborghini.

#### Cast
- Enrico Bertolino (monologhista, Elvio Paramatti)
- Giovanni Cacioppo (monologhista)
- Dario Cassini (monologhista)
- Francesco Cicchella (parodia di canzoni, Michael Bublé)
- Raul Cremona (mago)
- Gianluca De Angelis e Marta Zoboli (monologhisti)
- Alberto Farina (monologhista)
- Barbara Foria (monologhista, Donna Imma)
- Giuseppe Giacobazzi (monologhista)
- Oblivion (parodia di canzoni)
- Andrea Perroni (monologhista)
- Valentina Persia (monologhista)
- Pino & gli anticorpi (monologhisti)
- Riccardo Rossi (monologhista)
- Dario Vergassola (monologhista)
- Giovanni Vernia (monologhista)

##### Ascolti
| Puntata | Messa in onda    | Telespettatori | Share |
| ------- | ---------------- | -------------- | ----- |
| 1       | 6 ottobre 2022   | 462 000        | 2,50% |
| 2       | 13 ottobre 2022  | 461 000        | 2,40% |
| 3       | 20 ottobre 2022  | 537 000        | 3,00% |
| 4       | 27 ottobre 2022  | 506 000        | 2,80% |
| 5       | 3 novembre 2022  | 560 000        | 3,00% |
| 6       | 10 novembre 2022 | 566 000        | 3,10% |
| 7       | 15 novembre 2022 | 459 000        | 2,50% |
| 8       | 24 novembre 2022 | 657 000        | 3,80% |
| Media   | Media            | 526 000        | 2,89% |

### Terza edizione (2023)
La terza edizione del programma, composta da otto puntate, è stata trasmessa in prima serata su Nove dal 10 aprile al 29 maggio 2023 con la conduzione dei PanPers ed Elettra Lamborghini. La puntate sono state pubblicate su Discovery+ e TIMvision sette giorni prima la messa in onda televisiva.

#### Cast
- Ippolita Baldini (monologhista)
- Enrico Bertolino (monologhista)
- Giovanni Cacioppo (monologhista)
- Dario Cassini (monologhista)
- Max Cavallari (monologhista)
- Gabriele Cirilli (monologhista)
- Raul Cremona (mago)
- Dado (monologhista)
- Gianluca De Angelis e Marta Zoboli (monologhisti)
- Alberto Farina (monologhista)
- Giuseppe Giacobazzi (monologhista)
- Gemelli di Guidonia (parodia di canzoni)
- Roberto Lipari (monologhista)
- Antonio Ornano (monologhista)
- Valentina Persia (monologhista)
- Pino & gli anticorpi (monologhisti)
- Angelo Pisani (monologhista)
- Ernesto Maria Ponte (monologhista)
- Scintilla (monologhista)
- Dario Vergassola (monologhista con la partecipazione di Soleil Sorge, Franco Trentalance, Maria Teresa Ruta, Antonio Capitani)

##### Ascolti
| Puntata | Messa in onda  | Telespettatori | Share |
| ------- | -------------- | -------------- | ----- |
| 1       | 10 aprile 2023 | 538 000        | 3,20% |
| 2       | 17 aprile 2023 | 444 000        | 2,30% |
| 3       | 24 aprile 2023 | 576 000        | 3,30% |
| 4       | 1º maggio 2023 | 579 000        | 3,20% |
| 5       | 8 maggio 2023  | 569 000        | 3,10% |
| 6       | 15 maggio 2023 | 685 000        | 3,60% |
| 7       | 22 maggio 2023 | 715 000        | 3,90% |
| 8       | 29 maggio 2023 | 790 000        | 4,30% |
| Media   | Media          | 612 000        | 3,36% |

### Quarta edizione (2024)
La quarta edizione del programma, composta da dieci puntate, è stata trasmessa in prima serata su Nove dal 15 febbraio al 18 aprile 2024 con la conduzione dei PanPers ed Elettra Lamborghini. La puntate sono state pubblicate su Discovery+, Prime Video e TIMvision sette giorni prima la messa in onda televisiva.

#### Cast
- Ale e Franz (monologhisti)
- Ippolita Baldini (monologhista)
- Simone Barbato (mimo)
- Maurizio Battista (monologhista)
- Enrico Bertolino (monologhista)
- Giovanni Cacioppo (monologhista)
- Dario Cassini (monologhista)
- Francesco Cicchella (parodia di canzoni)
- Gabriele Cirilli (monologhista)
- Raul Cremona (mago)
- Dado (monologhista)
- Gianluca De Angelis e Marta Zoboli (monologhisti)
- Alberto Farina (monologhista)
- Gianluca Fubelli (monologhista)
- Giuseppe Giacobazzi (monologhista)
- Enzo Iacchetti (monologhista)
- Gianluca Impastato (monologhista)
- Roberto Lipari (monologhista)
- Oblivion (parodia di canzoni)
- Valentina Persia (monologhista)
- Pino & gli anticorpi (monologhisti)
- Angelo Pisani[27] (monologhista)
- Simone Schettino (monologhista)
- Dario Vergassola (monologhista con la partecipazione di Antonio Razzi, Vincenzo Schettini, Vera Gemma, Fabio Caressa e Benedetta Parodi, Francesca Cipriani, Alex Belli)

##### Ascolti
| Puntata | Messa in onda    | Telespettatori | Share |
| ------- | ---------------- | -------------- | ----- |
| 1       | 15 febbraio 2024 | 561 000        | 2,80% |
| 2       | 22 febbraio 2024 | 520 000        | 2,70% |
| 3       | 29 febbraio 2024 | 689 000        | 3,40% |
| 4       | 7 marzo 2024     | 579 000        | 2,95% |
| 5       | 14 marzo 2024    | 687 000        | 3,80% |
| 6       | 21 marzo 2024    | 635 000        | 3,40% |
| 7       | 28 marzo 2024    | 711 000        | 4,10% |
| 8       | 4 aprile 2024    | 731 000        | 4,00% |
| 9       | 11 aprile 2024   | 784 000        | 4,20% |
| 10      | 18 aprile 2024   | 621 000        | 3,30% |
| Media   | Media            | 651 800        | 3,47% |

### Quinta edizione (2025)
La quinta edizione del programma, composta da dieci puntate, è trasmessa in prima serata su Nove dal 20 febbraio 2025 con la conduzione dei PanPers e Belén Rodríguez, ad eccezione della terza puntata in cui Belen Rodriguez è sostituita da Marta Zoboli. La puntate sono state pubblicate su Discovery+, Prime Video e TIMvision sette giorni prima la messa in onda televisiva.

#### Cast
- Ale e Franz (monologhisti)
- Ippolita Baldini (monologhista)
- Thomas Basilico (Tony Effe)
- Federico Basso (monologhista)
- Baz (monologhista)
- Enrico Bertolino (monologhista)
- Federica Cacciola (monologhista)
- Giovanni Cacioppo (monologhista)
- Dario Cassini (monologhista)
- Paolo Cevoli (monologhista)
- Francesco Cicchella (parodia di canzoni, Geolier)
- Raul Cremona (mago)
- Dado (monologhista)
- Gianluca De Angelis e Marta Zoboli (monologhisti)
- Vincenzo De Lucia (Francesca Fagnani)
- Omar Fantini (monologhista)
- Alberto Farina (monologhista)
- Leonardo Fiaschi (Cesare Cremonini)
- Barbara Foria (monologhista)
- Giuseppe Giacobazzi (monologhista)
- Peppe Iodice (monologhista)
- Roberto Lipari (monologhista)
- Oblivion (parodia di canzoni)
- Antonio Ornano (monologhista)
- Valentina Persia (monologhista)
- Pino & gli anticorpi (monologhisti)
- Angelo Pisani (monologhista)
- Scintilla (monologhista)
- Alessandro Siani (monologhista)
- Dario Vergassola (monologhista con la partecipazione di Lory Del Santo, Marta Zoboli, Tommaso Zorzi, Flavia Vento, Luigi Favoloso e Elena Morali, Belén Rodríguez)

##### Ascolti
| Puntata | Messa in onda    | Telespettatori | Share |
| ------- | ---------------- | -------------- | ----- |
| 1       | 20 febbraio 2025 | 674 000        | 3,70% |
| 2       | 27 febbraio 2025 | 613 000        | 3,60% |
| 3       | 6 marzo 2025     | 690 000        | 3,90% |
| 4       | 13 marzo 2025    | 769 000        | 4,20% |
| 5       | 20 marzo 2025    | 673 000        | 3,80% |
| 6       | 27 marzo 2025    | 597 000        | 3,40% |
| 7       | 3 aprile 2025    | 772 000        | 4,50% |
| 8       | 10 aprile 2025   | 651 000        | 3,70% |
| 9       | 17 aprile 2025   | 803 000        | 4,60% |
| 10      | 24 aprile 2025   | 701 000        | 4,20% |
| Media   | Media            | 694 300        | 3,96% |